# Simulium gilleti
Simulium gilleti är en tvåvingeart som beskrevs av Alex Fain och Hallot 1964. Simulium gilleti ingår i släktet Simulium och familjen knott.
Artens utbredningsområde är Kongo. Inga underarter finns listade i Catalogue of Life.